# Elecciones parlamentarias de Portugal de 1908
Se celebraron elecciones parlamentarias en Portugal el 5 de abril de 1908. El Partido Regenerador emergió como el partido con más representación en el Parlamento, consiguiendo 63 de los 157 escaños.
Durante las elecciones hubo disturbios en Lisboa, que causaron 14 muertos y un centenar de heridos.

## Resultados
| Partido Regenerador                |         |       | 63  |   | [ 2 ] [ 3 ] |
| Partido Progresista                |         |       | 59  |   | [ 2 ] [ 3 ] |
| Disidencia Progresista             |         |       | 7   |   | [ 2 ] [ 3 ] |
| Partido Republicano Portugués      |         |       | 7   |   | [ 2 ] [ 3 ] |
| Partido Regenerador Liberal        |         |       | 3   |   | [ 2 ] [ 3 ] |
| Otros partidos e independientes    |         |       | 16  |   | [ 2 ] [ 3 ] |
| Total                              | 450.260 | 100%  | 157 | 0 | [ 2 ] [ 3 ] |
| Votantes registrados/participación | 693.424 | 64,9% | –   | – | [ 2 ] [ 3 ] |